# Spotlight (Nickelodeon)
Spotlight is een Nederlandse jeugdserie die in 2015 elke schooldag werd uitgezonden op Nickelodeon.
Spotlight heeft twee seizoenen gedraaid met in totaal 67 afleveringen. 
De serie krijgt geen derde seizoen.

## Verhaal
De serie speelt zich af op een middelbare school voor talentvolle leerlingen. Zij krijgen naast gewone schoolvakken ook les in dansen, zingen en acteren. Er komen regelmatige bekende Nederlanders langs op de middelbare school zoals Enzo Knol, StukTV, Krystl, Shaker, Ruud Feltkamp, Ferry Doedens en Kenny B.

## Afleveringen
| Seizoen | Aantal afleveringen | Uitgezonden                       |  |
| ------- | ------------------- | --------------------------------- |  |
| 1       | 31                  | 25 mei 2015 – 3 juli 2015         |  |
| 2       | 36                  | 19 oktober 2015 – 4 december 2015 |  |

### Seizoen 1 (2015)
| Aflevering (seizoen) | Aflevering (serie) | Titel                 | Uitzenddatum & |
| -------------------- | ------------------ | --------------------- | -------------- |
| 1                    | 1                  | De lunchtafel         | 25 mei 2015    |
| 2                    | 2                  | Promotiefilmpjes      | 25 mei 2015    |
| 3                    | 3                  | Danspartner           | 26 mei 2015    |
| 4                    | 4                  | Prank                 | 27 mei 2015    |
| 5                    | 5                  | Musicalster           | 28 mei 2015    |
| 6                    | 6                  | Een kwestie van       | 29 mei 2015    |
| 7                    | 7                  | Onleesbaar            | 1 juni 2015    |
| 8                    | 8                  | Raples                | 2 juni 2015    |
| 9                    | 9                  | Opgesloten            | 3 juni 2015    |
| 10                   | 10                 | Een dag een ander     | 4 juni 2015    |
| 11                   | 11                 | Het aanzoek           | 5 juni 2015    |
| 12                   | 12                 | Estafette             | 8 juni 2015    |
| 13                   | 13                 | Een serenade          | 9 juni 2015    |
| 14                   | 14                 | Huiswerkbegeleiding   | 10 juni 2015   |
| 15                   | 15                 | Filmkus               | 11 juni 2015   |
| 16                   | 16                 | Vlog                  | 12 juni 2015   |
| 17                   | 17                 | Restyling             | 15 juni 2015   |
| 18                   | 18                 | Kookcatastrofe        | 16 juni 2015   |
| 19                   | 19                 | Monoloog              | 17 juni 2015   |
| 20                   | 20                 | Liefdesliedje         | 18 juni 2015   |
| 21                   | 21                 | Fobieën               | 19 juni 2015   |
| 22                   | 22                 | Koppelpoging          | 22 juni 2015   |
| 23                   | 23                 | Lynn's nichtje        | 23 juni 2015   |
| 24                   | 24                 | Dubbel date           | 24 juni 2015   |
| 25                   | 25                 | Stand-up              | 25 juni 2015   |
| 26                   | 26                 | Verjaardag            | 26 juni 2015   |
| 27                   | 27                 | Singer-songwriter     | 29 juni 2015   |
| 28                   | 28                 | De ideale schoonvader | 30 juni 2015   |
| 29                   | 29                 | Name dropping         | 1 juli 2015    |
| 30                   | 30                 | Gesnapt               | 2 juli 2015    |
| 31                   | 31                 | Spotlight             | 3 juli 2015    |

### Seizoen 2 (2015)
| Aflevering (seizoen) | Aflevering (serie) | Titel                | Uitzenddatum &   |
| -------------------- | ------------------ | -------------------- | ---------------- |
| 1                    | 32                 | Moeilijke liefde     | 19 oktober 2015  |
| 2                    | 33                 | Vriendschap          | 19 oktober 2015  |
| 3                    | 34                 | Voorgetrokken        | 20 oktober 2015  |
| 4                    | 35                 | Gangstermusical      | 21 oktober 2015  |
| 5                    | 36                 | Sanne's verjaardag   | 22 oktober 2015  |
| 6                    | 37                 | Chef's neefje        | 23 oktober 2015  |
| 7                    | 38                 | Urban commercial     | 26 oktober 2015  |
| 8                    | 39                 | Geheime zangles      | 27 oktober 2015  |
| 9                    | 40                 | Hey DJ               | 28 oktober 2015  |
| 10                   | 41                 | Mijn eigen stijl     | 29 oktober 2015  |
| 11                   | 42                 | Halloween            | 30 oktober 2015  |
| 12                   | 43                 | Liegen als de beste  | 2 november 2015  |
| 13                   | 44                 | Achter mijn rug om   | 3 november 2015  |
| 14                   | 45                 | Geen focus           | 4 november 2015  |
| 15                   | 46                 | Concurrentiestrijd   | 5 november 2015  |
| 16                   | 47                 | StukTV               | 6 november 2015  |
| 17                   | 48                 | Gedaanteverwisseling | 9 november 2015  |
| 18                   | 49                 | Teamwork             | 10 november 2015 |
| 19                   | 50                 | Overwin je angst     | 11 november 2015 |
| 20                   | 51                 | Muiterij             | 12 november 2015 |
| 21                   | 52                 | Aanvaring            | 13 november 2015 |
| 22                   | 53                 | Bootcamp             | 16 november 2015 |
| 23                   | 54                 | Presentatieblunder   | 17 november 2015 |
| 24                   | 55                 | Stempreformer        | 18 november 2015 |
| 25                   | 56                 | Spieken              | 19 november 2015 |
| 26                   | 57                 | Masterclass          | 20 november 2015 |
| 27                   | 58                 | Surprise             | 23 november 2015 |
| 28                   | 59                 | Horrorscène          | 24 november 2015 |
| 29                   | 60                 | Bijgeloof            | 25 november 2015 |
| 30                   | 61                 | Schaamteloos         | 26 november 2015 |
| 31                   | 62                 | Verrassing voor Fem  | 27 november 2015 |
| 32                   | 63                 | Stapelverliefd       | 30 november 2015 |
| 33                   | 64                 | Performancevrees     | 1 december 2015  |
| 34                   | 65                 | Sterallures          | 2 december 2015  |
| 35                   | 66                 | Helse Bruiloft - 1   | 3 december 2015  |
| 36                   | 67                 | Helse Bruiloft - 2   | 4 december 2015  |

## Singles
| single                     | gezongen door                  | uitgebracht op |
| -------------------------- | ------------------------------ | -------------- |
| Spotlight                  | Sanne, Joris, Fem, Lynn & Kess | 31 mei 2015    |
| Drop de Beat               | Sanne, Joris, Fem, Lynn & Kess | 9 juni 2015    |
| Me eigen style             | Fem                            | 16 juni 2015   |
| Ik ben in Love             | Joris                          | 16 juni 2015   |
| Waarom hou ik nog van jou  | Lynn                           | 16 juni 2015   |
| Alsof de Wereld van mij is | Sanne                          | 17 juni 2015   |
| Gek op jou                 | Sanne                          | 18 juni 2015   |

## Personages

### Hoofdpersonages
| Personage | Acteur/actrice          | Afleveringen | Seizoenen | Periode |
| --------- | ----------------------- | ------------ | --------- | ------- |
| Sanne     | Sammy Uivel             | 1–67         | 1–2       | 2015    |
| Joris     | Danny Dorland           | 1–67         | 1–2       | 2015    |
| Fem       | Jip Wassenberg          | 1–67         | 1–2       | 2015    |
| Lynn      | Kaylee van Schuilenburg | 1–67         | 1–2       | 2015    |
| Kess      | Leslie de Koning        | 1–67         | 1–2       | 2015    |
| Debora    | Indy Luna Correa        | 32–67        | 2         | 2015    |

### Nevenpersonages
| Personage              | Acteur/actrice   | Afleveringen | Seizoenen | Periode |
| ---------------------- | ---------------- | ------------ | --------- | ------- |
| Willem Claesse         | Olaf van der Hee | 1-67         | 1-2       | 2015    |
| Chef\oom van Melvin    | James Stewart    | 1-67         | 1-2       | 2015    |
| Melvin\neefje van Chef | onbekend         | 37-67        | 2         | 2015    |

### Gastpersonages
| Personage     | Acteur/actrice | Afleveringen | Seizoenen | Periode |
| ------------- | -------------- | ------------ | --------- | ------- |
| Enzo Knol     | Enzo Knol      | 16           | 1         | 2015    |
| Ruud Feltkamp | Ruud Feltkamp  | 40           | 2         | 2015    |
| Fred van Leer | Fred van Leer  | 49           | 2         | 2015    |
| Ghost Rockers | Ghost Rockers  | 65           | 2         | 2015    |

## Trivia
- Het Arte College in Almere Poort werd als decor gebruikt voor de serie als school 't Podium.[1]
- De aflevering Helse Bruiloft (seizoen 2) is verdeeld in twee delen en zijn ook de twee laatste afleveringen van seizoen 2.